# AFCソリダリティーカップ2020
AFCソリダリティーカップ2020（英: AFC Solidarity Cup 2020）は、2020年11月30日から12月13日にかけて開催される予定だった第2回目のAFCソリダリティーカップである。
新型コロナウイルス感染症の流行の影響により、2020年9月10日に中止が発表された。

## 参加国
2022 FIFAワールドカップ・AFCアジアカップ2023の合同予選における、1次予選敗退の6チームと2次予選の下位4チームが参加できる予定であった。